# Панголін
Панґолі́н (Manis) — рід ссавців, єдиний сучасний представник родини Панголінові і ряду Панголіноподібних.

## Представники роду
Тропічні ліси Китаю та Індії заселяють також деревні види: Manis crassicaudata та Manis pentadactyla;
у Малайзії поширений Manis javanica, а на Філіппінах — Manis culionensis.
Назви Manidae і Manis походять від лат. manes — «дух» чи «привид» і вказують на потайний, нічний спосіб життя. Термін pangolin походить від малайського слова peng-goling, що означає «ролик».

## Морфологія
Морфометрія. Довжина голови й тіла: 300—880 мм, довжина хвоста: 280—880 мм, вага: 2.5—33.0 кг.
Опис. Manis має подовжене і звужене тіло, вкрите черепичасто розташованими лусками. Лусок немає на морді, підборідді, горлі, животі, внутрішніх поверхнях кінцівок, а у деяких видів і на зовнішніх поверхнях передніх ніг. Луски ростуть з товстої шкіри. Вони рухливі і мають гострі задні краї. Іноді є малі додаткові луски, які, як правило, приховані під більшими. Форма й топографія поверхні лусок змінюється зі зносом. Забарвлення луски темно-коричневе, темно-оливково-коричневе, блідо-оливкове, жовто-коричневе або жовтувате. Волосся безлускових ділянок білувате, від світло-коричневого до червонувато-коричневого чи чорнувате, а шкіра сірувата з голубуватим або рожевим відтінком в деяких областях. Три або чотири волосини присутні при основі кожної луски в азійських видів, але немає волосся при основі лусок в африканських видів. Лускате покриття чимось нагадує конуси сосни або ялини. Самці, як правило, більші від самиць. Голова невелика, і витягнута, очі маленькі, захищені важкими, товстими повіками. Нижня щелепа проста клинкоподібна кістка. Без зубів. Дорослі особини можуть витягнути свій язик до 25 см у довжину, а його середня товщина становить близько 5 мм. Задні ноги довші і міцніші, ніж передні ноги, і всі кінцівки мають п'ять пазуристих пальців. Самиці мають дві молочні залози в області грудей.

## Поведінка
Більшість видів ведуть нічний спосіб життя, але деякі з них денні. Деякі наземні види мешкають в норах, викопаних або іншими тваринами або ними самими. Інші види деревні й знаходять притулок в дуплах дерев. Більшість видів панґолінів лазять добре, особливо деревні види, які мають чіпкий хвіст. Земляні нори близько 15-20 см завширшки й зазвичай сягають глибини в кілька метрів та закінчуються круглою камерою до 2 метрів завширшки. Нори, як правило, вкриті брудом, коли вони зайняті. Нори велетенського панголіна можуть бути до 5 метрів завглибшки і до 40 метрів завдовжки. У спокійному стані панголін рухається повільно і обережно. Часто ходить тільки на задніх лапах, використовуючи хвіст як підпору. Панголіни досить боязкі тварини, і якщо їх наздогнати перш ніж вони зможуть досягти схованки, вони згортаються в щільну кулю, в якій броньовані кінцівки й хвіст захищають м'яке черево. Коли вони перебувають у цьому положенні, гострі краї лусок настовбурчуються для дієвішого захисту. Рухи лусок і посмикування хвоста, здається, стримують хижаків. Панголіни згортаються так сильно, що практично неможливо розгорнути їх.
Раціон складається в основному з мурах і термітів, інші м'якотілі комахи та личинки вживаються при нагоді. Широкий і важкий хвіст утворює опору для тіла, а передніми лапами панголіни руйнують мурашники й термітники, швидкими рухами липкого язика злизуючи наполоханих комах. Атаки комах голови панголінів є безуспішними через тверду шкіру. Ніздрі і вушні отвори можуть бути закриті, а товсті повіки захищають очі. Мурах, які досягають лусок можна струсити. Дорослі панголіни ведуть самотній спосіб життя або іноді утворюють пари.

## Життєвий цикл
У панґолінів зазвичай народжується одне велике дитинча. Причому, спостерігається вельми цікава тенденція: у африканських видів приплід складає одне маля, а в азійських — від одного до трьох. Маленькі ящери народжуються цілком сформованими, з лусками, зрячі і здатні ходити. Після народження дитинча вилазить на хвіст матері, і вчепившись за луски, по суті, їздить верхи. Один Manis crassicaudata жив у неволі близько 20 років.

## Стосунки з людиною
Всесвітній день панголіна відзначають щороку у третю суботу лютого. У цей день небайдужі люди у всьому світі об’єднуються з метою підвищити суспільну обізнаність про важке становище, у якому опинилися ці унікальні ссавці.